# Alessandro Cremona
Alessandro Cremona (Bologna, 25 aprile 1983) è un pilota motonautico italiano.
Corre nelle categorie O/250 O/350 scafi hydro-plani dove i veicoli raggiungono velocità fino a 175 km/h.
A 16 anni si presenta per lui l'opportunità di iniziare la carriera dilettantistica di pilota nella OSY/400 dove raccoglie solo qualche piazzamento.
Nel 2003 fa il salto di categoria e passa nella O/250. Nel 2007 conquista il suo primo titolo internazionale, nella classe O/250 ed inizia a gareggiare anche nella O/350. Nel 2008 vince 2 titoli mondiali (O/250 e O.350), un titolo europeo al primo tentativo in F.350 e il campionato italiano O.250; viene eletto atleta dell'anno dalla Federazione Nazionale (FIM). Nell'annata 2009 resta ai vertici con diversi podi nei vari campionati ma senza vincere titoli. Nel 2010, dopo un anno sabbatico, si presenta al via nel mondiale della O.350 in Florida, conquistando il titolo. Conquista altri due ori nell'europeo F.350 nel 2011 e nel 2013 e altre medaglie d'argento nei mondiali O.350 del 2011 e del 2012. Nel 2014 viene nominato Atleta dell'anno dal CONI provinciale di Piacenza, riconquista per la seconda volta in carriera il campionato italiano O.250 e a fine anno partecipa per la prima volta a un campionato mondiale in Colombia nella categoria O.3000 (River Marathon), in rappresentanza del team Italia e concludendo il campionato 10º su 45 equipaggi.